# 戯曲
戯曲（ぎきょく）は、演劇における脚本や台本のこと。また、そのかたちで執筆された文学作品。戯曲を書く者のことを「劇作家」と呼ぶ。

## 特徴
戯曲は、登場人物（キャラクターとも言う）と、彼らが舞台上で行う行為（アクションとも言う）によって構成される。登場人物の行為は通常、連鎖反応的に描かれる。つまり、ある行為が次の行為を誘発し、その繰り返しが劇の始まりから終わりまで続く。ただし、シュルレアリスム的世界観に基づいて書かれた戯曲など、手法によっては行為が連鎖的に発生しない場合もある。
舞台上で起きる行為は、舞台上実時間（劇世界上の時間ではない）の時系列順に記述される。その行為の記述方法には、ほとんどの場合、台詞およびト書きが用いられる。しかし実際のところ、戯曲の記述方法自体には厳密な決まりはない。
台詞には登場人物から発せられる言葉が、ト書きには登場人物の登場・退場や所作などが書かれる。ト書きにはこれらの他に、舞台進行に関する指示や、舞台装置（美術）、音響効果、照明効果、演出的な指示なども書かれることがある。
戯曲は演劇を作る上で、設計図的な役割を持つ。演出家・俳優・スタッフなど、作品づくりに携わる者たちは、戯曲に基づいて共通の目的・方向性・劇の完成イメージを形成していく。もちろん、戯曲を使わない即興劇や、即興をベースにした集団創作による劇などはこの限りではない。が、そのような場合でも、進行台本的なものを用意することもあり、その進行台本が後に戯曲化されるケースもある。

## 呼称
「戯曲」より一般的な呼称に、「劇文学」という語がある。劇文学という呼称の存在意義とは、次に述べるようなことである。ソポクレスの作品などは図書館での分類上は戯曲であるが、戯曲と呼ばれるより、「悲劇」「劇詩」と呼ばれることが多い。近代以前の物語文学（『源氏物語』など）を「小説」と呼ぶのは近代的な分類をそれ以前の過去に投射する見方であるとの違和感を抱く人もおり、ギリシャ悲劇や能狂言の台本などを戯曲と呼ぶことにも同様の問題がある。また、後述するように、近代以降に生まれたシナリオ（映像劇の脚本）を戯曲と呼ぶことにも同様の違和感を抱かせる可能性がある。近代以前および以降の脚本（あるいはその形式で書かれた文学作品）までも射程に含めた場合、劇文学という、より一般的な呼称が適しているであろう。
韻文で書かれた劇文学を劇詩というが、シェイクスピアの戯曲や近代に書かれた戯曲にも韻文を多用したものは多く、散文体だから戯曲、韻文体だから劇詩というような分類は成立しない。

### 「シナリオ」は戯曲か？
劇映画やテレビドラマの脚本（シナリオ）を戯曲と呼べるかという問題がある。日常会話や文章などでは両者は区別されるのが普通である。しかし、シナリオを英語ではscreenplay（映画脚本の場合）やteleplay（テレビ脚本の場合）などと呼び、戯曲でplayであるので、これらは「映画用戯曲」「テレビ用戯曲」などとも翻訳可能である。また、公立図書館などでシナリオ本は戯曲に分類されている（本棚の“戯曲”と表示された場所に置いてある）という事実もある。以上から、シナリオもまた戯曲の一種であると考えて構わない、という見方も可能である。
筒井康隆は著書『文藝時評』（河出書房新社・刊）の中で、シナリオライター兼小説家である筒井ともみの作品を論評した際に、「戯曲＝文学、シナリオ＝非文学という区分けはもう意味が無い」という趣旨のことを書いている。これも、単なる映画作りのための設計図としかみなされていないシナリオと、すでに文学の一ジャンルとして認定されている戯曲との境界が曖昧であることを示すものであろう。

## 代表的な作家と作品
- ソポクレス - オイディプス王
- アイスキュロス - オレステイア
- エウリピデス - メデイア
- ウィリアム・シェイクスピア - ロミオとジュリエット、ハムレット、オセロ、リア王、マクベス、夏の夜の夢、テンペスト、ヴェニスの商人、ヘンリー六世など多数
- モリエール - 町人貴族、ドン・ジュアン、人間嫌い
- ボーマルシェ - フィガロの結婚、セビリアの理髪師
- ヨハン・ヴォルフガング・フォン・ゲーテ - ファウスト
- フリードリヒ・フォン・シラー - 群盗、ドン・カルロス
- エドモン・ロスタン - シラノ・ド・ベルジュラック
- ヘンリック・イプセン - 人形の家、ペール・ギュント
- モーリス・メーテルリンク - ペレアスとメリザンド、青い鳥
- オスカー・ワイルド - サロメ
- フランク・ヴェーデキント - ルル二部作
- アレクサンドル・プーシキン - 小悲劇、ボリス・ゴドゥノフ（英語版）
- アントン・チェーホフ - かもめ、三人姉妹、ワーニャ伯父さん
- サミュエル・ベケット - ゴドーを待ちながら
- アーサー・ミラー - セールスマンの死
- テネシー・ウィリアムズ - ガラスの動物園
- ガルシア・ロルカ - 血の婚礼
- アガサ・クリスティー - ねずみとり
- 近松門左衛門 - 曽根崎心中
- 泉鏡花 - 夜叉ヶ池、天守物語、海神別荘
- 木下順二 - 夕鶴
- 岡本綺堂 - 修禅寺物語
- 三島由紀夫 - サド侯爵夫人、わが友ヒットラー、鹿鳴館
- 井上ひさし - 父と暮せば